# پرسی اورایلی
پرسی اورایلی (انگلیسی: Percy O'Reilly; ۲۷ ژوئیهٔ ۱۸۷۰ – ۲ ژوئیهٔ ۱۹۴۲) چوگان‌باز اهل جمهوری ایرلند بود.